# Pedro Barragán Montemayor
Pedro Barragán Montemayor (Ayamonte, 1886-Madrid, 1946). Pintor, periodista y escritor. Aunque él siempre se reconoció como pintor, hoy es conocido como el autor de la novela Zafarí (Espasa Calpe, 1942) publicada a la madura edad de 56 años. Zafarí, trasunto de Motril, es una ciudad ficticia donde se desarrolla la mayor parte de la novela cuya trama recrea la sociedad granadina, y muy especialmente la motrileña, en los albores del siglo XX.

## Biografía
Pedro Barragán Montemayor nació en Ayamonte el 25 de febrero de 1886. Fue el primer hijo del burgalés Ceferino Barragán Lobo y de la ayamontina Concepción Montemayor y Virués de Segovia. A los pocos meses de su nacimiento su padre, funcionario de aduanas, es trasladado primero a Barcelona y más tarde a distintas poblaciones del levante murciano y almeriense (Cartagena, Águilas, Garrucha) donde Pedro cursa sus primeros estudios y el bachillerato. En 1904 Ceferino Barragán ocupa la plaza de vista de aduanas en Salobreña y más tarde la de Motril (1907), donde la familia permanece hasta 1913, fecha en la que por un nuevo traslado del padre se asentarían primero en Barcelona y finalmente en Tarragona. 
Durante la estancia de la familia en Motril, Pedro Barragán comienza sus estudios de pintura en Granada. Fue su primer maestro el pintor granadino José de Larrocha, al lado del cual se formaron otros artistas de tanto renombre como López Mezquita, Rodríguez Acosta, Bertuchi, etc. De allí pasó, ya en Madrid, al estudio de Cecilio Pla, el formidable colorista, siendo uno de sus discípulos predilectos. Terminó su formación en la Academia Española de Roma y en la Academia Internacional de Florencia, residiendo algún tiempo en Venecia. De esta época son dos de sus obras más notables: el «Ponte Vecchio» y la «Piazza di la Signoria» de Florencia. Concurrió a las exposiciones del Salón Anglo-latino (Londres 1912-13) y de Arte Contemporáneo (París, 1919) y, en nuestro país, ha concurrido asimismo a la Exposición Nacional de 1922 y otras celebradas en Granada, Cádiz, Huelva, Bilbao y Málaga.
Ejerció con éxito la crítica de arte actuando como tal en El Defensor de Granada, El Noticiero Granadino y El País, de Madrid; desempeñando distintas responsabilidades en el mundo del arte de Barcelona (secretario del Círculo de Bellas Artes de Barcelona y presidente y alma mater de la memorable Exposición que se celebró en la ciudad condal de noviembre de 1915 a enero de 1916). Desplegó asimismo, un papel muy activo en la Comisión Provincial de Monumentos de Tarragona, con especial mención en la protección y conservación del Monasterio de Poblet.
Una vez acabada la Guerra Civil consigue la licenciatura en Filosofía y Letras por la Universidad Central de Madrid y se establece en Madrid donde colabora en algunas publicaciones como la revista Vértice y donde daría lugar a su corta carrera como novelista con la publicación de Zafarí (Espasa Calpe, 1942) y La saeta contra el muro (1943). Esta prometedora carrera quedó interrumpida con su fallecimiento, cuando contaba sesenta años de edad, el 12 de marzo de 1946.

## Zafarí
Zafarí (Espasa Calpe, 1942) es la novela con la que Pedro Barragán irrumpe en el mundo de la narrativa, a la edad de 56 años, después de toda una vida escribiendo crítica de arte y periodismo de opinión. Zafarí se publicó en 1942 por Espasa Calpe, con el subtítulo de «Novela de costumbres granadinas» y prólogo de Melchor Fernández Almagro, crítico literario granadino afincado en Madrid. Hoy sabemos, por una carta de Andrés Sobejano, que el prólogo, y por tanto el libro, estaban escritos en mayo de 1936. Es destacable, pues, que estando alejado de Motril y de todo el ámbito granadino desde 1913, escriba su primera novela, veinte años más tarde, recreando la ciudad que fue testigo de su despertar literario y artístico durante su primera juventud.
En un análisis muy acertado la profesora Marina Moreno Lorenzo (Zafarí, una novela en el limbo, 2005, El Fingidor n.º 26, Universidad de Granada.) nos descubre su interés: «[…]una novela injustamente olvidada, posiblemente debido al momento de su publicación [1942] y al estar al margen de las modas. Hoy estamos en condiciones de juzgarla con mayor objetividad y reivindicar su valía e interés, que el paso del tiempo ha contribuido sin duda a aumentar».
La novela incorpora por primera vez el “habla de Motril” a la literatura y su interés filológico hizo que en 1967 Leandro Luque Baena realiza su memoria de licenciatura con el trabajo "La novela Zafarí de Pedro Barragán y el habla de Motril", dirigido por el eminente filólogo don Manuel Alvar.

## Obra literaria
- El tesoro de Poblet. «La dictadura pintoresca. La verdad acerca de la busca del tesoro de Poblet». Tarragona. Imprenta de José Pijoán. 1931.
- Zafarí. «Novela de costumbres granadinas». Madrid. Espasa Calpe. 1942.
- La saeta contra el muro. Madrid. Artes Gráficas Imperio, S.A. 1943.
- Flor de Ribera (cuento). Madrid. Revista Vértice. 1945.